# 胡岳 (正德進士)
胡岳（1474年—1539年），字仲申，號浦南，直隸松江府華亭縣人，明朝政治人物。

## 生平
正德五年（1510年）庚午科應天府鄉試第七十七名舉人，正德九年（1514年）成進士，獲授刑部主事、員外郎，外任四川僉事，芒部人入侵川南時入山斬木，打通二百里道路，又招募死士、堵塞賊路、殺詐降者，報捷後獲賜金綺。轉任松潘兵備道，他在當地揀選士兵、清理剋扣賦稅，數月後米倉都告滿，餘額用於修繕兵甲仗、建立營堡；之後歷任湖廣按察司副使和廣西右參政。
嘉靖十年（1531年），胡岳陞任福建按察使，釋放冤枉死囚、執拿不法官吏、不奉承上級，兩年後（1533年）調為江西右布政使，改左布政使，十六年（1537年）再陞江西巡撫。適逢興建郊廟，需購買木材，貪官就藉此將百餘里人民種植的樹木用黃紙查封，下令送往北京，人民厚賄才得免，胡岳嚴厲打擊此事，饑荒時又疏請減免賦稅，到十八年（1539年）改任大理寺卿，未及上任，因為繼母喪去官回鄉，卒於家中，享年六十六。

## 轶事
陈继儒《养生膚語》載胡岳巡撫江西以勞致疾，以乳飲治療毫無效果之事。

## 家族
祖父胡斌。父胡琬，湖州府儒學訓導，封刑部主事，贈通議大夫都察院右副都御史。母顾氏，贈淑人。

## 引用
1. 1 2  光緒《金山縣志·卷十九·傳 仕績》：胡岳，字仲伸，琬子，正德九年進士，授刑部主事，厯員外郎，遷四川僉事；芒部寇川南，岳督兵入山斬木，通道二百里，募死士、塞賊路、誅詐降者，捷聞賜金綺。備兵松潘，簡卒伍、釐侵剋，居數月米溢於廩肆，餘力以繕甲仗、營堡塢，晉福建布政使【按察使】，直死囚、按賍吏、不阿直旨意。巡撫江西，適建郊廟購材楚蜀，吏盜官錢更斂於民，或張旗幟擊鼓伐金，從徒百餘視民所植黃紙封之，令自輸京師，厚賄乃免，岳嚴戢之，民賴以安。歲饑，疏請減賦，全活甚眾，改大理寺卿，以繼母喪歸，卒於家。 陳志，參《雲間人物志》
2. ↑  光緒《金山縣志·卷三·表 選舉》：正德五年庚午科（舉人）……胡岳 華亭學，七十七名
3. ↑  《明世宗肅皇帝實錄·卷一百十六》：（嘉靖九年八月）壬申陞湖廣按察司副使胡岳為廣西布政使司右參政，陜西按察司僉事劉雍為本司副使，雲南布政使司右參議黃祺為四川按察司副使。
4. ↑  《明世宗肅皇帝實錄》·卷一百二十八：（嘉靖十年七月）戊辰陞廣西布政使司右參政胡岳為福建按察使。
5. ↑  《明世宗肅皇帝實錄·卷一百五十二》：（嘉靖十二年七月）癸卯陞福建按察使胡岳、廣西按察使孫懋、廣東按察使周忠俱為右布政使，山西布政使司左參議車純為按察司副使，岳江西，懋原省，忠、純雲南。
6. ↑  《明世宗肅皇帝實錄·卷二百一》：（嘉靖十六年六月）甲戌陞江西左布政使胡岳為都察院右副都御史廵撫江西。
7. ↑  《明世宗肅皇帝實錄·卷二百二十》：（嘉靖十八年正月）癸未改廵撫江西都察院右副都御史胡岳為大理寺卿。
8. ↑  《通議大夫大理寺卿前廵撫江西都察院右副都御史浦南胡公岳墓誌銘》
9. ↑  《養生膚語》：胡浦南巡撫西江，以勞致衰疾。聞方士言，迺多索民間乳飲。每晨進甌許，無驗。又多索松子取實，日進數盂，代餐飯。半月餘，更覺虛疲不可支。得告歸，竟不起。此胡沙岡言。因思物有形質，豈能復化為精氣？況諸香走竄腠理，耗散元精。其不驗，宜矣。夫善養生者，豈徒特藥物已哉？